# Interlude (álbum de Delain)
Interlude es un  álbum compilatorio de la banda neerlandesa Delain.
El álbum fue descrito en un comunicado de prensa para su lanzamiento como: "una combinación fantástica de canciones nuevas, versiones especiales y mezclas de temas populares de Delain; covers y del sencillo "Are You Done With Me ".[cita requerida]  Interlude  también incluye un DVD especial con secuencias en vivo y clips exclusivos de la carrera de la banda.

## Lista de canciones

### CD
1. «Breathe on Me» - 3:30
2. «Collars and Suits» - 4:41
3. «Are You Done with Me» (New Single Mix) - 3:08
4. Such a Shame (Talk Talk cover) - 3:39
5. Cordell (The Cranberries cover) - 3:50
6. Smalltown Boy (Bronski Beat cover) - 3:09
7. We Are the Others (New Ballad Version) - 3:42
8. «Mother Machine» (Live) - 5:47
9. «Get the Devil Out of Me» (Live) - 3:44
10. «Milk and Honey» (Live) - 4:37
11. «Invidia» (Live) - 4:04
12. «Electricity» (Live) - 5:06
13. «Not Enough» (Live) - 5:01

### DVD
1. "Invidia" (Video Live @ Metal Female Voices Fest)
2. "Electricity" (Video Live @ Metal Female Voices Fest)
3. "We Are the Others" (Video Live @ Metal Female Voices Fest)
4. "Milk and Honey" (Video Live @ Metal Female Voices Fest)
5. "Not Enough" (Video Live @ Metal Female Voices Fest)
6. Backstage Footage
7. "Get the Devil Out of Me" (Video)
8. "We Are the Others" (Video)
9. "April Rain" (Video)
10. "Frozen" (Video)

## Personal

### Delain
- Charlotte Wessels - Voz
- Guus Eikens - Guitarras
- Otto Schimmelpenninck van der Oije - Bajo
- Martijn Westerholt - Teclados
- Sander Zoer - Batería

## Posicionamiento
| Listas (2013)               | Posición |
| --------------------------- | -------- |
| Belgian Ultratop (Flanders) | 141      |
| Belgian Ultratop (Wallonia) | 124      |
| Dutch Albums Chart          | 37       |
| German Albums Chart         | 91       |
| UK Rock Chart               | 15       |

## Fechas de lanzamiento
| Región                           | Fecha             |
| -------------------------------- | ----------------- |
| Noruega, España, Suecia          | 1 de mayo de 2013 |
| Austria, Finlandia, Alemania, EU | 3 de mayo de 2013 |
| El resto de Europa               | 6 de mayo de 2013 |
| Mundial                          | 7 de mayo de 2013 |